# Daly's Theatre
Il Daly's Theatre era un teatro nella città di Westminster, Londra. Si trovava al 2 di Cranbourn Street, appena fuori Leicester Square. Fu aperto il 27 giugno 1893 e fu demolito nel 1937.
Il teatro fu costruito e intitolato all'impresario americano Augustin Daly, ma egli non riuscì ad avere successo e tra il 1895 e il 1915 fu gestito dal produttore britannico George Edwardes, che presentò una serie di commedie musicali che rimasero in cartellone per molto tempo, tra cui The Geisha (1896) e adattamenti inglesi di operette, tra cui La vedova allegra (1907). Dopo la morte di Edwardes nel 1915 il Daly's ebbe un altro grande successo, The Maid of the Mountains (1917), che andò in scena per 1.352 produzioni, ma in seguito le fortune del teatro diminuirono; la commedia Sirocco (1927) di Noël Coward, fu un notevole fallimento. A metà degli anni trenta Leicester Square era ormai più conosciuta per i cinema. Il Daly's fu venduto alla Warner Brothers che lo demolì e sul sito fece erigere un grande cinema.

## Storia

### Contesto e primi anni

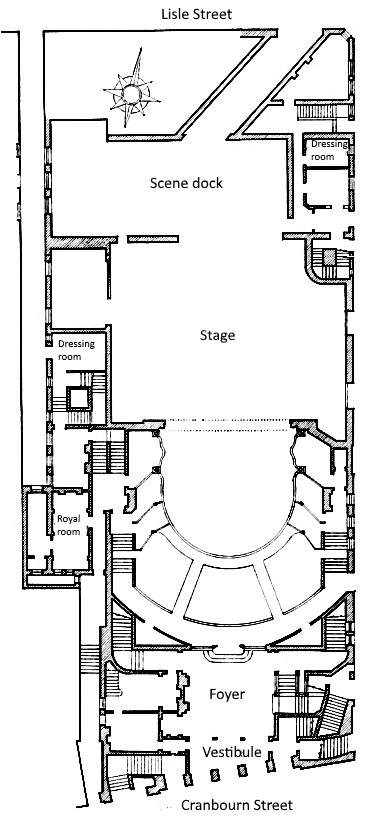
Planimetrie degli architetti per il teatro

Nel 1884 il produttore americano Augustin Daly portò la sua compagnia a Londra, era la prima volta che un'intera compagnia americana si esibiva nel West End. La compagnia, che comprendeva Ada Rehan, Otis Skinner, la signora G.H. Gilbert e James Lewis, presentò una stagione di commedie, vecchie e nuove. La stagione fu ben accolta e Daly portò di nuovo la sua compagnia a Londra quattro volte tra il 1885 e il 1891. Si esibirono al Lyceum, al Gaiety e in altri teatri, ma l'entusiasmo della stampa e del pubblico faceva pensare che Daly avrebbe dovuto avere una base permanente a Londra. L'impresario londinese George Edwardes si assicurò un contratto di locazione di un sito di proprietà di Lord Salisbury, confinante con Lisle Street, Ryder's Court e Cranbourne Street e raccolse i soldi, poco meno di £40.000, per costruire un teatro. L'architetto era Spencer Chadwick, assistito da C.J. Phipps. Il teatro fu uno dei primi a Londra ad essere costruito con il sistema a sbalzo e la facciata in stile Rinascimento italiano e neoclassica era più elaborata di quella della maggior parte dei teatri di Londra. Allo stesso modo l'entrata ed il foyer erano elaborati e decorati minuziosamente. L'auditorium aveva una capienza di oltre 1.200 posti su tre livelli.

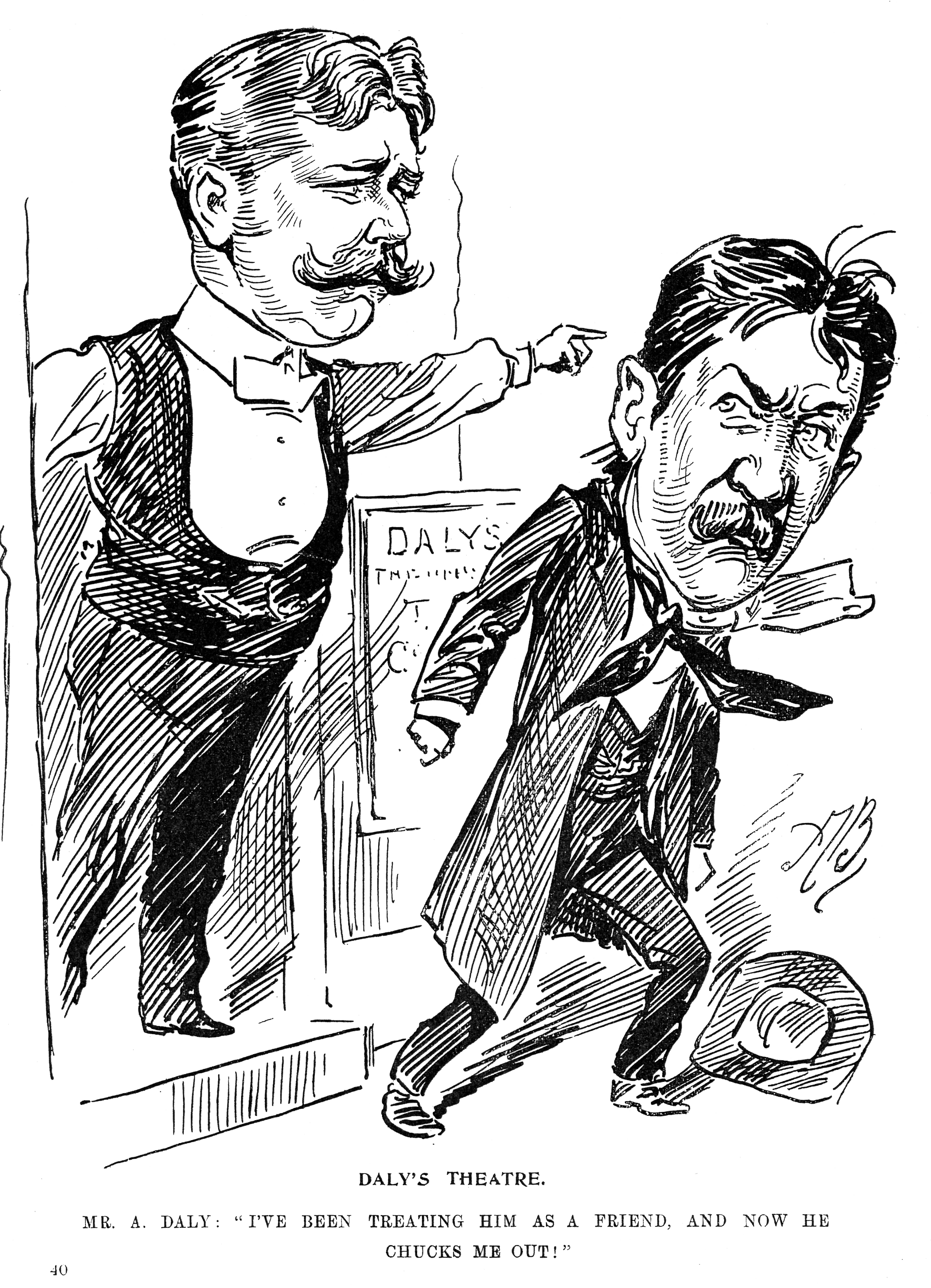
George Edwardes assume la direzione del teatro dal dimissionario Augustin Daly

Il teatro fu inaugurato con La bisbetica domata, con Rehan nel ruolo di Katharina. A questo fece seguito The Hunchback di Sheridan Knowles, con Violet Vanbrugh e nel 1894 La dodicesima notte e Come vi piace. Dopo la conclusione della stagione del Daly, il teatro presentò la première britannica di The Foresters di Alfred, Lord Tennyson, che non fu ben accolta e chiuse dopo tre settimane.
In seguito il teatro fu occupato da due compagnie europee in visita, quelle di Eleonora Duse, che interpretava La signora delle camelie in italiano e Sarah Bernhardt in una stagione francese. Nel settembre 1894 Edwardes presentò A Gaiety Girl, trasferendosi dal Prince of Wales Theatre e in dicembre la Carl Rosa Opera Company diede la première britannica di Hänsel e Gretel di Humperdinck.
Nel febbraio 1985 Edwardes presentò un'altra commedia musicale, An Artist's Model, che ebbe un notevole successo e dovette essere trasferita al Lyric Theatre a maggio per far posto a un'altra stagione della Bernhardt al Daly's, seguita dalla successiva e, come si vide poi, ultima stagione di Augustin Daly con la sua compagnia. La commedia  The Railroad of Love, (adattamento di un'opera teatrale tedesca) fu seguita da I due gentiluomini di Verona di Shakespeare. Quest'ultima non veniva messa in scena professionalmente a Londra dal 1841 e, nonostante le cortesi recensioni e un cast stellare, tra cui Rehan, Lewis, Tyrone Power, Frank Worthing e Maxine Elliott, non piacque al pubblico. La successiva produzione di Sogno di una notte di mezza estate andò meglio, ma come affermavano gli storici teatrali Mander e Mitchenson, "Londra non aveva risposto ai classici americanizzati come Daly aveva sperato". Sebbene il teatro abbia mantenuto il suo nome per i rimanenti quarantatré anni della sua esistenza, la sua compagnia non tornò mai più e per i vent'anni successivi il Daly's Theatre fu diretto da Edwardes.

### Gli anni di Edwardes
Edwardes, soprannominato "il Guv'nor", gestì il Daly's in modo sontuoso. Ingaggiò un'orchestra di 40 musicisti e circa 160 altri membri dello staff in aggiunta ai principali, per supportare attori e corpo di ballo. Il teatro gli costava più di 3.000 sterline alla settimana di gestione. Gli piaceva scherzare sul fatto che aveva fatto tutti i suoi soldi nelle province, con produzioni itineranti dei suoi successi nel West End. Era celebre il suo corpo di ballo, in particolare le ragazze. Nella sua storia del Daly's (1944) D. Forbes-Winslow elenca dieci future stelle che erano nel corpo di ballo del Daly's all'inizio della loro carriera, tra le quali Gladys Cooper, Isobel Elsom e Mabel Russell. Della direzione di Edwardes, Forbes-Winslow scrive:

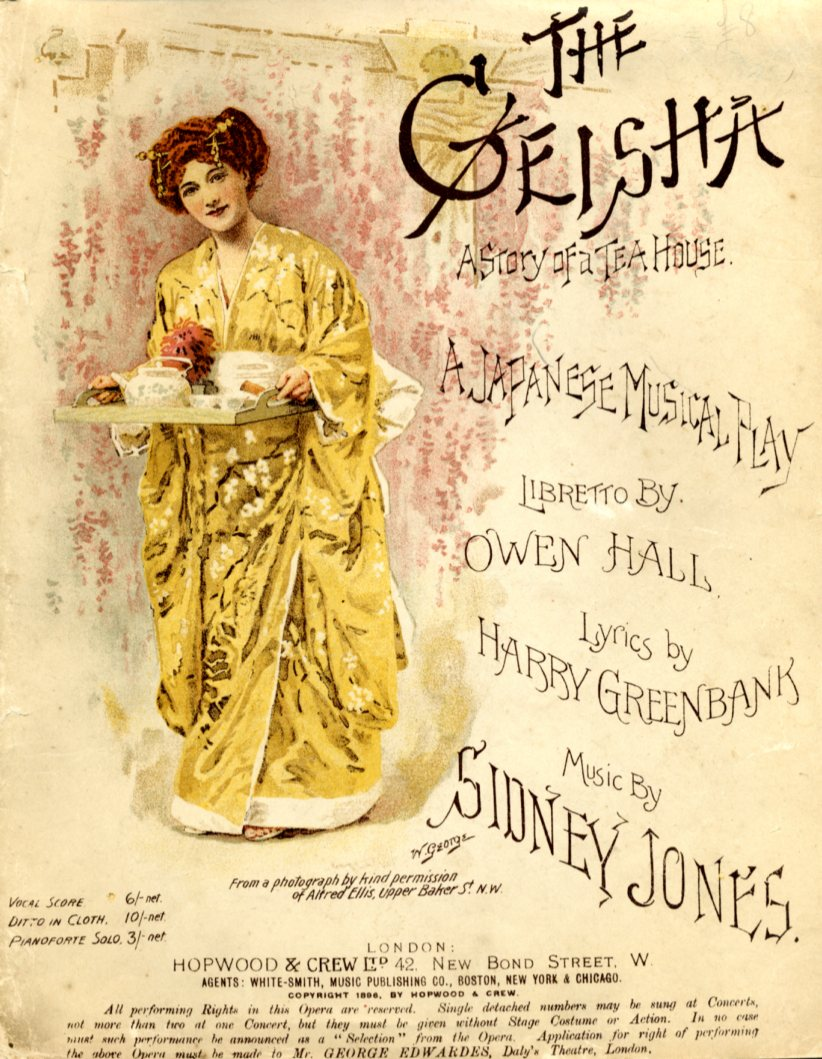
The Geisha

Edwardes ingaggiò Sidney Jones come compositore e direttore musicale residente e il Daly's divenne famoso per una serie di commedie musicali di grande successo. Una seconda edizione di An Artist's Model andò in scena nel settembre 1895 e fu da The Geisha (1896), che ha funzionato per 760 spettacoli, A Greek Slave (1898) e San Toy (1899), che stette in cartellone per 768 spettacoli. Forbes-Winslow classifica Edwardes come un selezionatore percettivo di compositori: Jones scrisse partiture ben accolte per tutti e quattro questi spettacoli. Nel primo decennio del XX secolo la prima nuova produzione di Edwardes al Daly's fu A Country Girl (1902), con musiche di Lionel Monckton e Paul Rubens e parole di Adrian Ross, Percy Greenbank e James T. Tanner, che hanno andò avanti per 729 spettacoli. Gli stessi cinque collaboratori scrissero The Cingalee (1904), che andò in scena per 365 serate.
Nel 1905 Edwardes rivolse per la prima volta la sua attenzione all'Europa continentale, presentando la prima britannica di The Little Michus (1905) di André Messager, che andò in scena 400 volte. The Merveilleuses (1906), con musiche di Hugo Felix e parole di Basil Hood e Ross, ebbero una vita più breve (196 spettacoli), ma La vedova allegra (1907) di Franz Lehár con parole inglesi di Hood e Ross, fece 778 spettacoli da giugno 1907 al luglio del 1909. Mander e Michenson commentano che segnò l'introduzione dell'operetta viennese a Londra, sebbene adattata alla commedia musicale.
Tra la fine della produzione de La vedova allegra e la prima guerra mondiale Edwardes mise in scena altri quattro nuovi spettacoli, tutti adattamenti inglesi di operette continentali: The Dollar Princess (1909) di Leo Fall, The Count of Luxembourg (1911) di Lehár e Gipsy Love (1912), tutte con parole inglesi di Hood e Ross, e nel 1913 The Marriage Market di Victor Jacobi in un adattamento di Gladys Unger, Arthur Anderson e Ross. L'ultimo spettacolo di Edwardes per il Daly's fu Betty, con musiche di Rubens ed Ernest Steffan e parole di Frederick Lonsdale, Unger e Ross.

### Dopo Edwardes

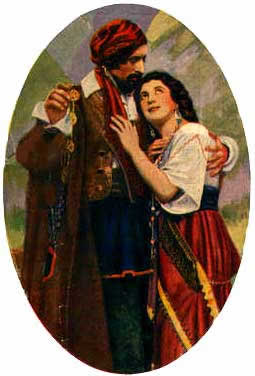
The Maid of the Mountains

Edwardes morì nell'ottobre del 1915. Lasciò £ 49.780 ma anche notevoli passività. Il tenore Robert Evett e la figlia di Edwardes, Dorothy Sherbrook, diventarono condirettori della compagnia di Edwardes con Evett come amministratore delegato. La prima produzione sotto il nuovo regime fu The Happy Day (1916), che andò per 241 spettacoli. L'anno seguente le finanze della compagnia furono rimesse in sicurezza con l'enorme successo di The Maid of the Mountains, che fece 1.352 spettacoli. Questo spettacolo, che presentava l'esordiente José Collins, figlia di Lottie Collins, era una creazione tutta britannica, con un libretto di Lonsdale e musiche di Harold Fraser-Simpson. Fu seguito da A Southern Maid (1920) con musica di Fraser-Simpson e Ivor Novello, che andò in scena per 306 spettacoli e poi Sybil di Jacobi e Harry Graham, che ebbe una durata simile.
Nel 1922 i fiduciari della tenuta di Edwardes vendettero il teatro per £200.000 a James White, un costruttore edile e speculatore con l'ambizione di essere un impresario. The Lady of the Rose (Jean Gilbert, 1922), Madame Pompadour (Autunno, 1923) e Cleopatra (Oscar Straus, 1925), tutti interpretati da Evelyn Laye, furono ben accolti. Nel 1927 la politica del teatro di presentare musical fu brevemente e disastrosamente abbandonata a favore della commedia teatrale Sirocco di Noël Coward, che secondo Mander e Michenson fu un fallimento talmente umiliante da essere entrato nella storia del palcoscenico. White, travolto dai debiti, si suicidò nel 1927 e l'anno successivo il teatro fu acquistato da Isidore W. Schlesinger. Nel giro di un anno aveva venduto alla British Amalgamated Theatres Limited.
Nel 1929 Harry Welchman assunse la direzione del teatro. Il Daly's tornò alle commedie musicali ma trovò poco successo. Seymour Hicks succedette a Welchman nel 1933 e sotto la sua direzione That's a Pretty Thing andò in scena nel 1933, Charley's Aunt fu ripreso nel 1934 e Young England fu trasferito lì nel 1935. A metà degli anni '30, il Daly's era l'ultimo teatro sopravvissuto a Leicester Square, che era stata invasa da grandi cinema. Alla fine fu chiuso nel 1937 dopo l'ultima esibizione di The First Legion e fu venduto alla Warner Brothers che lo demolì.
La Warners costruì un grande cinema progettato da Thomas Somerford ed E. A. Stone con una facciata in marmo scolpita da Bainbridge Copnall, con un grande pannello in rilievo a due angoli che raffigurava gli spiriti della vista e del suono. Questo edificio fu demolito, ma la facciata in marmo fu mantenuta e il sito fu riqualificato come complesso cinematografico del Warner Village. Passò ancora di mano ed ora (2019) è il cinema Vue West End.